# Joseph Bartholomew Evangelisti
Joseph Bartholomew Evangelisti OFMCap, eigentlich Giuseppe Bartolomeo Evangelisti, (* 8. April 1908 in Casa Calistri, Königreich Italien; † 19. April 1976) war ein italienischer römisch-katholischer Kapuzinerpater und Bischof, der in Indien wirkte.
Evangelisti wurde am 17. Juli 1932 zum Priester für den Kapuzinerorden geweiht. Papst Pius XII. ernannte ihn am 19. Juli 1952 zum Titularerzbischof von Brysis und Koadjutor-Erzbischof von Agra. Evangelista Latino Enrico Vanni, Erzbischof von Agra, weihte ihn am 28. Oktober 1952 zum Bischof. Mitkonsekratoren waren Joseph Alexander Fernandes, Erzbischof von Delhi und Simla, und Albert Conrad de Vito OFMCap, Bischof von Lucknow. Nach Rücktritt seines Vorgängers Vanni folgte er nicht nach, sondern Papst Pius XII. trennte am 20. Februar 1956 das Bistum Meerut ab. Meerut wurde der toskanischen Provinz der Kapuziner anvertraut und Agra der indischen Provinz. Am 29. Februar 1956 ernannte der Papst Evangelisti entsprechend zum Erzbischof ad personam von Meerut und Dominic Romuald Basil Athaide zum ersten indischen Erzbischof von Agra. Papst Paul VI. nahm am 3. August 1973 seinen Rücktritt an. 
Evangelisti nahm an allen vier Sitzungsperioden des Zweiten Vatikanischen Konzils als Konzilsvater teil.